# Glam rock
El glam rock (també conegut als Estats Units com a Glitter rock) és un gènere musical de rock and roll i música pop popularitzat durant els anys 70. Va ser sobretot un fenomen britànic durant els anys 1971 i 1972 per músics que portaven robes i maquillatges espectaculars i botes de plataforma. Eren d'estil androgin. El glam rock va popularitzar músics com ara Slade, David Bowie, Gary Glitter i T. Rex, i va tenir influència sobre d'altres com Queen i Kiss. Als EUA, el glam va tenir menys impacte i va estar confinat a circuits tancats a Nova York i Los Angeles, tot i que Alice Cooper va incorporar molts elements a l'estil, així com New York Dolls, Lou Reed i Jobriath.

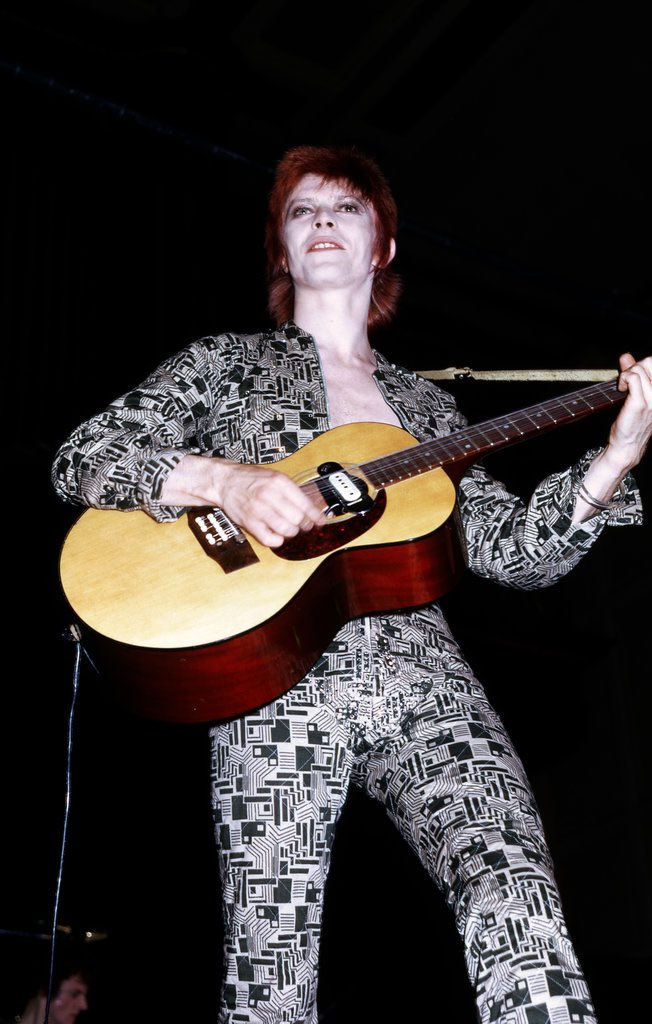
David Bowie.

El glam es va distingir pels vestits brillants i recarregats dels seus intèrprets, percebuts com a glamurosos pels seus fans, i les seves cançons roqueres i molt rítmiques. L'èmfasi en les lletres es basava sovint en la "revolució adolescent" (com van fer T. Rex a "Children of the Revolution" o Sweet a "Teenage Rampage"), així com en la sexualitat, la decadència i la fama.
Els intèrprets de Glam sovint vestien de forma andrògina, amb maquillatge i vestits similars als que duien Liberace o Elvis Presley quan actuaven a cabarets. Un exemple seria David Bowie durant les seves èpoques de Ziggy Stardust i Aladdin Sane. L'ambigüitat sexual va estar de moda durant un temps: algunes bandes van tocar transvestides durant un temps i Bowie va dir a la premsa que era bisexual, tot i que després ho va negar. A més, Jobriath va ser una de les primeres estrelles del rock obertament homosexual.

## Progenitors
S'han proposat molts noms com a creadors de l'estil. Marc Bolan de T. Rex o David Bowie són els més habituals, però també s'ha parlat de Slade, Mud, Gary Glitter, Sweet Mott The Hoople i dels inicis de Roxy Music amb Brian Eno.
Als EUA, el glam rock va estar representat pel conjunt de proto-punk New York Dolls, que combinaven el seu rock influenciat pels Rolling Stones amb el look efeminat de la formació. Una altra de les claus al glam americà, tot i que sovint s'infravalora, va ser Iggy Pop. Abans que ell, a finals dels anys 60, Alice Cooper va posar les primeres bases del glam amb la seva sexualitat ambigua.
A Itàlia, Renato Zero ja havia (i probablement de forma independent de les influències foranes) fet servir aquesta imatge andrògina i maquillatge a finals dels anys 60, amb escàs èxit comercial. Als anys 70, però, es va fer popular i va ser criticat per haver copiat el look a Bowie i Cooper.

## El glam rock al teatre i el cinema
El teatre i el Cinema van tenir un paper molt important al moviment glam rock.
Les estrelles de l'obra de teatre d'Andy Warhol Pork es consideren claus per la consecució de l'estil. Wayne County va influir en particular David Bowie. Una altra de les superestrelles de Warhol, Jackie Curtis, va influir molt en la manera de vestir del glam rock.
Algunes de les pel·lícules que millor mostren el glam rock són: Phantom of the Paradise; The Rocky Horror Picture Show; el documental sobre T. Rex Born To Boogie; la pel·lícula de David Bowie The Rise and Fall of Ziggy Stardust; la d'Alice Cooper Good to See You Again; la de Gary Glitter Remember Me This Way;. la de Slade Flame; Velvet Goldmine; i la més recent Hedwig and the Angry Inch.

## Influències posteriors
El glam rock va ser una influència importantíssima per al moviment punk rock britànic de finals dels anys 70, sobretot els Sex Pistols. També va influir el moviment goth rock, sobretot els conjunts que tocaven al club londinenc Batcave.
El moviment glam rock va arribar fins i tot al Japó, amb bandes locals com ara Sadistic Mika Band i Vodka Collins, que van tenir èxits a la discogràfica EMI.
Una tendència dins d'alguns grups de glam rock va ser la de publicar un single de nadal, com ara "Merry Christmas Everybody" de Slade, "I Wish It Could Be Christmas Everyday" de Wizzard, i "Another Rock N' Roll Christmas" de Gary Glitter. Aquests discos es recorden sovint cada nadal al Regne Unit.
Avui en dia el llegat del glam rock no està gaire representat, excepte en alguns grups europeus com ara Placebo.